# Директива 2004/48/EC
Директива 2004/48/EC Европейского парламента и Совета Европейского Союза «О реализации прав на интеллектуальную собственность» — директива Европейского союза в области интеллектуальной собственности, выполненная в соответствии с правилами внутреннего рынка положений Римского договора. Направлена на борьбу с контрафактной продукцией и пиратством внутри Европейского союза.
Целью директивы 2004/48/EC было дополнение положений Соглашения ТРИПС, касающихся правоприменения, тогда как Соглашение ТРИПС включает в себя уголовные меры наказания, директива распространяется только на гражданско-правовые средства защиты. Помимо прочего, целями директивы также были содействие инновациям и конкурентоспособности, сохранение трудовой занятости, обеспечение охраны прав потребителя и обеспечение поддержания общественного правопорядка и предотвращение налоговых потерь.

## Юридическая сторона

### Предмет и сфера применения
Директива требует, чтобы все государства-члены применяли эффективные, убедительные и соразмерные средства правовой защиты и санкции в отношении тех, кто занимается контрафактом и пиратством. Таким образом, цель данного документа заключается в регулировании защиты прав интеллектуальной собственности, а не самих прав. Директива оставляет в силе основные положения об интеллектуальной собственности, взятые международные обязательства государств-членов, касающиеся уголовно-процессуального и уголовного правоприменения. Директива устанавливает дополнительные меры по защите цифровых авторских прав, не затрагивая национальные законодательства в других областях.
Предмет Директивы определён в статье 1. Речь идёт о защите прав интеллектуальной собственности, включающая промышленную собственность. Сфера действия Директивы определена в статье 2, которая посвящена мерам и средствам восстановления нарушенных прав. Эти меры и средства должны быть справедливы, эффективны, сбалансированы и сдерживающие от нарушений. Положения второй статьи директивы повторяют содержание статьи 41 Соглашения ТРИПС. Этой же главой предусмотрены меры пресечения нарушений, такие как полное изъятие или уничтожение контрафактных товаров, а также возмещение убытков потерпевшей стороне и покрытие судебных издержек. Помимо этого, 2004/48/EC создает право информации, следуя которому нарушителю будет обязан предоставить информацию о происхождении контрафакта и сетях его распространения, имена и адреса посредников, количество и цену нелегальных товаров. Однако, в преамбуле к директиве это применимо только к действиям «совершаемым ради прямой или косвенной экономической или коммерческой выгоды».
Общее обязательство в директиве должно обеспечить средства, необходимые для обеспечения соблюдения прав интеллектуальной собственности. Оно должно быть «справедливым и равноправным» и не должно быть «сложным или дорогостоящим и влечь за собой необоснованные временные ограничения или неоправданные задержки». Кроме того, оно должно быть эффективным, соразмерным и сдерживающим, и должно не выступать в качестве барьеров для торговли.
Лица, имеющие право претендовать на средства правовой защиты: в первую это авторы, а также любое лицо, которому разрешено использовать произведение, например, лицензиаты. Коллективное управление правами и профессиональная защита органов также имеют право быть защищёнными при определённых обстоятельствах.

### Доказательства
Раздел 2 директивы описывает принцип работы с доказательствами. Статья 6 даёт право заинтересованному лицу обратиться за доказательствами в отношении нарушения. Единственное требование для этой стороны в настоящее время «разумно доступные доказательства, достаточные, чтобы поддержать его претензии» к судам. В случае нарушения в коммерческих масштабах, государства-члены должны также предпринять шаги, чтобы представить банковские, финансовые или коммерческие документы (статья 6, пункт 2) и в предварительном порядке арестовать движимое и недвижимое имущество нарушителя авторского права и смежных прав (статья 9, пункт 2). В обоих случаях должна обеспечиваться защита конфиденциальной информации.
Меры по обеспечению доказательств доступны ещё до начала судебного разбирательства. Статья 7 предусматривает, что такие меры могут быть предоставлены на тех же условиях, в соответствии со статьей 6 и включать предварительные меры, такие, как физический арест не только контрафактных товаров (например, жёстких дисков), но также материалов, используемых в производстве и распространении (подобно французской практике Saisie-contrefaçon).
Статья 6 предусматривает, что такие меры могут быть приняты «без оповещения нарушителя, в частности, где любая задержка может причинить непоправимый вред правообладателю или, когда существует очевидный риск уничтожения улик». Если присутствует риск уничтожения доказательств, предпринимаются меры для ареста и, если необходимо, в отсутствие другой стороны. Положения директивы являются более конкретными по сравнению с соответствующими положениями Соглашения ТРИПС.

## Исполнение директивы
Все директивы Европейского Союза являются обязательными к применению их в национальных законодательствах, так как имеют верховенство над национальным правом. Положения Директивы 2004/48/EC должны были быть внедрены во всех государствах-членах Европейского союза до 29 апреля 2006 года. Тем не менее, на конец года, ряд государств не завершили вовремя необходимые шаги по гармонизации законодательства.
Директива была имплементирована в законодательство Соединённого Королевства документом The Intellectual Property (Enforcement, etc.) Regulations 2006. Директива была имплементирована в законодательство Нидерландов, и вступил в силу 1 мая 2007 года. Она была реализована во Франции 27 июня 2008 года. Парламент Швеции проголосовал за реализации директивы только 26 февраля 2009 года, и она вступила в силу 1 апреля 2009 года.

## Критика
Директива было широко раскритикована за то, что оппоненты называют драконовским подходом, аналогичным в США Digital Millennium Copyright Act. На самом деле, критика была настолько сильна, особенно в области телекоммуникаций и промышленности в части компьютерной индустрии, что первоначальный проект был существенно изменён. Ряд проблем все ещё остаются в финальном документе, по данным международной организации гражданских свобод IP Justice.

## Случаи применения
В 2007 шёл судебный процесс по делу Princo Corporation, Ltd против Koninklijke Philips Electronics в суде Генуи, Италия. Нидерландская компания Philips, владелец патентов на технологии по CD-R подала иск и получила в итоге приказ на предупредительное изъятие всего движимого и недвижимого имущества Princo, включая банковские счета, с целью возмещения нанесённого ущерба.